# 鶴巻良輔
鶴巻 良輔（つるまき りょうすけ、1926年11月12日 - ）は、日本の経営者。昭和シェル石油社長を務めた。新潟県出身。

## 経歴
1947年に長岡高等工業学校を卒業し、同年に昭和石油に入社。1978年3月に取締役に就任し、1983年3月に常務、1987年3月に専務を経て、1993年9月には社長に就任。1995年4月から相談役を務めた。